# Christian Klien
Christian Klien (Hohenems, 7 de fevereiro de 1983) é um automobilista austríaco.

## Carreira

### Fórmula 1

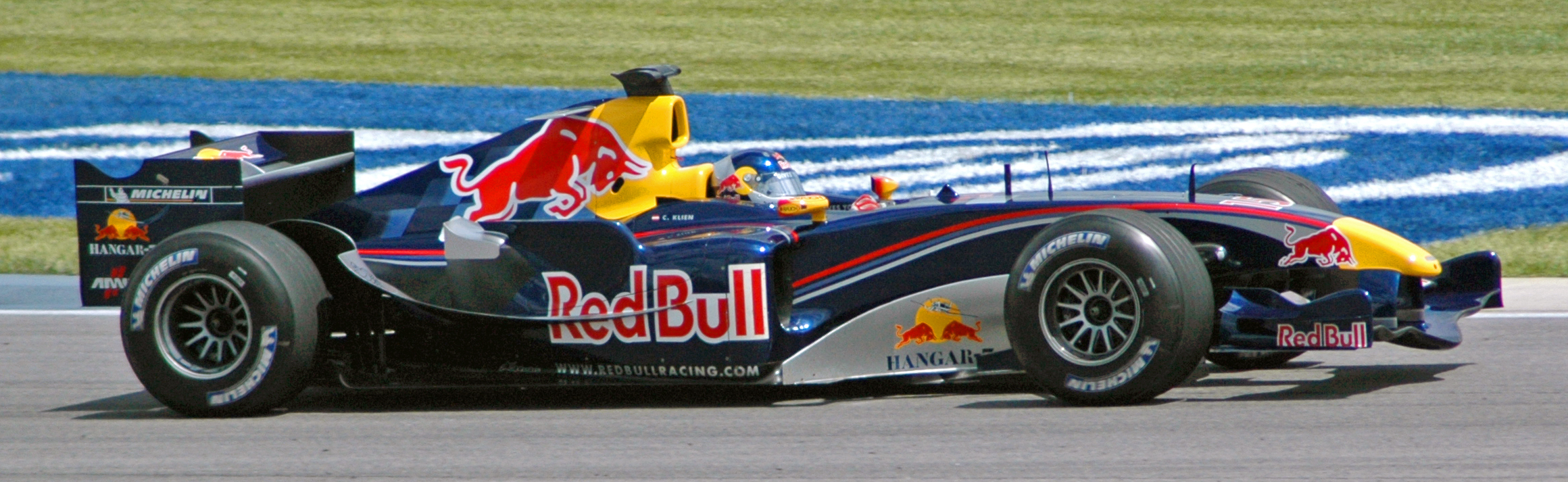
Klien na Fórmula 1 em.

Em 2005 e 2006, correu pela equipe Red Bull Racing, e terminou o ano com um quinto lugar no Grande Prêmio da China, seu melhor resultado na categoria. Em 2007, foi contratado pela Honda para ser terceiro piloto, porém, não atuou em nenhum Grande Prêmio. Em 2008, foi contratado pela BMW Sauber para ser piloto de testes ao lado de Marko Asmer.
Em 2010, foi contratado pela equipe Hispania para ser piloto de testes. Com o regulamento da temporada limitando o número de treinos, Klien foi cotado para pilotar nos treinos livres que antecedem os Grandes Prêmios. Klien fez sua primeira participação na temporada substituindo o japonês Sakon Yamamoto, no Grande Prêmio de Singapura. O piloto austríaco, no entanto, teve de abandonar a corrida na trigésima primeira volta, após ter problemas nos freios.

### Outras categorias
Também disputou a Fórmula 3 Europeia em 2003, a FIA WEC em 2008, 2009, 2011 e 2014, a American Le Mans Series em 2008 e 2009, a Supercars Championship em 2011 e 2012, a International Superstars Series em 2012 e 2013, a European Le Mans Series em 2013 e 2014 e a Blancpain GT Series em 2018.

## Resultados

### Fórmula 1
| Ano  | Equipe                  | Chassi           | Motor                   | 1      | 2       | 3       | 4       | 5       | 6       | 7       | 8      | 9       | 10      | 11     | 12     | 13      | 14     | 15      | 16      | 17     | 18     | 19     | Classificação | Pontos |
| ---- | ----------------------- | ---------------- | ----------------------- | ------ | ------- | ------- | ------- | ------- | ------- | ------- | ------ | ------- | ------- | ------ | ------ | ------- | ------ | ------- | ------- | ------ | ------ | ------ | ------------- | ------ |
| 2004 | Jaguar Racing           | Jaguar Jaguar R5 | Cosworth CR-6 3.0 V10   | AUS 11 | MAL 10  | BAR 14  | SMR 14  | ESP Ret | MON Ret | EUR 12  | CAN 9  | USA Ret | FRA 11  | GBR 14 | ALE 10 | HUN 13  | BEL 6  | ITA 13  |         | JAP 12 | BRA 14 |        | 16º           | 3      |
| 2004 | Jaguar Racing           | Jaguar R5B       | Cosworth CR-6 3.0 V10   |        |         |         |         |         |         |         |        |         |         |        |        |         |        |         | CHN Ret |        |        |        | 16º           | 3      |
| 2005 | Red Bull Racing         | Red Bull RB1     | Cosworth TJ2005 3.0 V10 | AUS 7  | MAL 8   | BAR DNS | SMR TD  | ESP TD  | MON TD  | EUR TD  | CAN 8  | EUA DNS | FRA Ret | GBR 15 | ALE 9  | HUN Ret | TUR 8  | ITA 13  | BEL 9   | BRA 9  | JAP 9  | CHN 5  | 15º           | 9      |
| 2006 | Red Bull Racing         | Red Bull RB2     | Ferrari 056 2.4 V8      | BAR 8  | MAL Ret | AUS Ret | SMR Ret | EUR Ret | ESP 13  | MON Ret | GBR 14 | CAN 11  | EUA Ret | FRA 12 | ALE 8  | HUN Ret | TUR 11 | ITA 11  | CHN     | JAP    | BRA    |        | 18º           | 2      |
| 2007 | Honda Racing F1 Team    | Honda RA107      | Honda RA807E 2.4 V8     | AUS    | MAL     | BAR     | ESP     | MON     | CAN     | EUA     | FRA    | GBR TD  | EUR     | HUN    | TUR    | ITA     | BEL    | JAP     | CHN     | BRA    |        |        | -             | -      |
| 2010 | Hispania Racing F1 Team | Hispania F110    | Cosworth CA2010 2.4 V8  | BAR    | AUS     | MAL     | CHN     | ESP TD  | MON     | TUR     | CAN    | EUR TD  | GBR     | ALE    | HUN    | BEL     | ITA    | SIN Ret | JAP     | COR    | BRA 22 | ABU 20 | 27ª           | 0      |